# Grégory Lemarchal
Grégory Lemarchal (n. 13 mai 1983, La Tronche, Franța - d. 30 aprilie 2007, Suresnes, Franța).
În ciuda dispariției sale timpurii din această lume, la numai 23 de ani, micul înger, așa cum toți admiratorii săi îl numesc, continuă să marcheze cântecul francez dându-i un nou suflu, o nouă viziune. Cu toate că până la dispariția sa canalele tv nu prea dădeau importanță ,,fenomenului Gregorian » trebuie să admitem că artistul Gregory a strâns în jurul lui nu numai oameni de valoare, care i-au apreciat și valorificat talentul dar și tineri extrem de sensibili, mobilizându-i și convertindu-i la o nouă religie>ARTA. Așadar, cei care i-au înțeles chemarea și care au dorit să fie părtași nu numai poveștii sale inedite de viață ,dar și visului său, au primit în schimb o afecțiune imensă din partea lui, formând în jurul tânărului artist o mare și adevărată familie deosebit de unită.
Am putea vorbi la nesfârșit despre Gregory Lemarchal că și persoană. Cei care l-au cunoscut continuă să afirme că Greg a fost un tânăr simplu, onest, gentil, deosebit de prietenos și foarte talentat. Puterea să imensă de a trece dincolo de ceea ce numim noi, oamenii de rând , condiția de muritor este evidentă prin simpla să prezență pe scenă. Șarmul său , figura angelică, dăruirea cu care aborda fiecare frază muzicală au făcut din Gregory un star incontestabil odată cu câștigarea sezonului 4 din show-ul Star Academy cu 80% voturi ale publicului și aprecierea uninominală a juriului de specialitate. E drept, povestea să de viață nu a lăsat lumea indiferentă pe parcursul acestui spectacol , însă până la Star Academy drumul său muzical a fost unul lung și nu foarte lin, care poate începe cu ... a fost odată.
Je suis en vie
Gregory Lemarchal a văzut lumina zilei la 13 mai 1983. A trăit aproape de Chambery,în Sonnaz, o localitate din regiunea franceză Savoie, într-o familie unită alcătuită din cei doi părinți ai săi, tatal -Pierre și mama-Laurence iar mai târziu de sora să mai mică Leslie. La vârsta de 1 an și 8 luni , a fost diagnosticat cu una din cele mai rare și dificile boli genetice ale secolului, fibroza chistica (mucoviscidoza in literatura franceza si germana), o boală care afectează atât căile respiratorii, cât și organele digestive.Specific acestei boli este faptul că deși organele interne ale organismului uman sunt invelite de mucoase care nu numai le hidratează ci și permit buna funcționare a acestora, în cazul mucoviscidosei mucoasele devin vâscoase, îngreunând respirația (!) și chiar digestia bolnavului.Este foarte cunoscut faptul că a cânta presupune o dozare eficientă a respirației în vederea emiterii cât mai bune a unor sunete muzicale. Deși în cazul său prezența să pe scenă devenea nu numai un sacrificiu imens ci în primul rând o dificultate majoră. În ciuda acestei boli necruțătoare Gregory va crește că un copil absolut normal și va fi extem de motivat să își îndeplinească visul. 
Energic, activ și pasionat , avea multe vise pe care își dorea să le îndeplinească. A decis că trebuie să lupte cu boala, să ia în serios fiecare șansă pe care viața i-o va oferi , să își trăiască intens toate pasiunile și dincolo de toate să își păstreze speranța și încrederea că totul va fi bine fiind sigur că prin perseverență și prin muncă orice este realizabil.
Nos desires sont fragiles/Ajourd’hui , demain peut etre
Încă din copiĂrie l-a atras viața artistică. S-a înscris la o Școală de dans unde își va evidenția calitățile artistice și va deveni la vârsta de numai 12 ani campionul Franței la Rock Acrobatic. Aceasta nu era unica sa pasiune, iubea de asemenea și cântecul . La numai 15 ani participă la o altă emisiune de succes, foarte cunoscută în Franta, Graines de Stars realizată și transmisă de postul de televiziune francez M6, unde va interpreta solo un cântec al lui Daniel Balavoine"Le Chanteur" iar mai tarziu, în trio cu alți doi colegi de-ai săi de scenă "Foule Sentimentale" a lui Alain Souchon.
Din păcate Greg nu va câștiga concursul, cu toate acestea nu se va da bătut. Așa cum a afirmat, artistul considera că eșecurile sunt constructive și te stimulează să mergi înainte pentru a atinge ceea ce ți-ai propus.Greg nu a fost niciodată genul de om care să stea cu brațele încrucișate sau să își plângă de milă. În unul din interviurile sale de mai târziu avea să declare că era constient că boala de care suferea nu îi permitea să facă efort fizic îndelungat cu toate acestea, nu putea să își inchipuie viața să stând tolănit pe canapea și schimbând posturile tv de la butoanele unei telecomenzi ci dimpotrivă, trăind totul la maxim. Acel stil de viața sedentar nu era pentru el , mărturie stând eforturile sale pentru a realiza mai presus de toate o cariera artistică plina de succes.
Une vie moins ordinaire
	Chiar dacă nu a câstigat marele premiu, va fi totuși o mică vedetă în regiunea să natală, fiind totodată invitat la premiere artistice importante ale unor artiști renumiți că Hervé Villard și Gilbert Montagné. Iata că pentru o perioadă lumea artistică a micului Gregory capătă contur dar dupa ce luminile și ecourile faimoasei ediții Graines de Stars aveau să se stingă, Gregory va avea de înfruntat o perioadă de incertitudine din acest punct de vedere. Cu toate acestea , dragostea cu care familia îl înconjura și de asemenea , prietenii, au să îl ajute să traverseze mai ușor aceste momente.
Ca să îi stimuleze pofta de viața și să il determine să își recanalizeze energia spre ceea ce avea să devină visul său major , tatăl său, îl provoacă la un pariu, astfel , în cazul în care echipa să preferată de baschet avea să piardă meciul, Gregory trebuia să cânte într-un spectacol de karaoke una din cunoscutele piese ale lui Charles Aznavour.
```
Iata că , pentru el chiar dacă pierduse pariul , fiindcă echipa respectivă pierduse de asemenea meciul, nu reprezenta o inconveniență. A respectat întelegerea, s-a prezentat la respectivul concurs și a cucerit sala cu vocea sa de la primele acorduri muzicale ale melodiei. 
```

Viața lui continuă să se desfășoare normal după acest mic eveniment. Speranțele sale însă nu aveau să moară așa de ușor. Pentru el bătălia nu se încheiase încă. Deși își petrecuse foarte mult timp în spitale , făcând tratamente pentru ameliorarea bolii, înconjurat de medici și de asistente, își dorea mai mult decât atât , realizarea visului , acel ceva care să îi întărească credința și să îi schimbe radical viața.
Il n’y a q’un pas
Postul de televiziune M6 organizase cu câteva săptămâni în urmă un câsting pentru al 4-lea sezon al faimosului Star Academy. Castingul se terminase dar în toată echipa de tineri foarte talentați mai aveau nevoie de un băiat pentru a putea demara spectacolul. Unul din bunii săi prieteni din Paris îl sună și îi face cunoscută situația. Fiind sigur că aceasta este șansa lui de afirmare, Greg se va alătura noii echipe plin de speranță și entuziasm. În urma audierilor membrii juriului sunt impresionați atât de povestea de viața a tânărului Gregory dar îndeosebi de talentul său incredibil. De asemenea, Greg a dat dovadă de o motivație puternică pentru a fi acolo cu toate că evenimetele s-au desfășurat foarte rapid . În ciuda tratamentelor pe care trebuia să le facă zilnic, Gregory avea să își păstreze energia și să o reorienteze înspre ceea ce azi putem numi ARTA SA.
Unul din examinatori îl apreciază la momentul respectiv ca fiind una din cele mai sclipitoare voci ale istoriei acestui concurs, dar de asemenea, că și cea mai bună voce masculină de până atunci. Dincolo de aceasta ,fizicul său deosebit de plăcut a dovedit că Gregory avea ceva mai mult decât ceilalț concurenți>atitudine și expresivitate atât în voce cât și în privire. După una din primele sale prestații pe care le-a avut în concurs unul din celebrii profesori care se ocupau de pregătirea tinerelor talente avea să își exprime entuziasmul față de atitudinea pe care Gregory a evidențiat-o prin privire în cadrul unui trio , de acum celebru cu Roch Voisine și Lucie .,,Asta înseamna profesionalism, comunicare » a explicat maestrul. Gregory este exemplul clar al artistului care cânta cu pasiune și care transmite foarte mult celor care îl privesc și asculta, a mai adaugat el « .
Da, Greg avea ceva electrizant în privire. Când cânta , actul lui artistic depășea cu mult calitatea prestațiilor colegilor săi. Toată lumea îi era la picioare, sala era în frenezie iar prezența lui acolo, în lumina reflectoarelor parcă spunea>Priviți-mă !Sunt viu !Sunt aici pentru voi !Restul nu contează ! Contează AZI, AICI și ACUM ! În prezența lui muzica capătă noi armonii,era ca și cum și-ar fi dorit ca prin arta sa , pentru o clipă, să reîncălzească planeta.
Je deviens moi
	Ca pentru orice artist , referințele sale muzicale aveau să îi definească foarte bine stilul. Artiști ca Celine Dion, Lara Fabian, Isabelle Boulay și Florent Pagny făceau parte de pe lista celor mai îndrăgiți artiști ai săi. Cântecele sale favorite Zora Sourit sau Je sais pas dovedesc sensibilitatea tânărului Gregory evidentă și în interpretările sale ulterioare.
Convingător, sensibil și prietenos, nu îi va fi foarte greu să seducă publicul. Vrăjise juriul și corpul profesoral prin talent și atitudine în timpul câștingului dar câștigase și inimile francezilor fiind declarat Câștigătorul celei de-a 4-a ediții a spectacolului Star Academy, devenind cea mai iubită voce în Franta și Belgia .
```
Artiștii alături de care a cântat și care au fost uimiți de talentul și de curajul său , Lara Fabian(Un ave Maria), Helene Segara(Rien est comme avant, Vivo per lei), Patrick Bruel(Show must go on), Roch Voisine(Tant pis), Celine Dion(Sou le vent) ,Andrea Bocelli (Con te partiro) își amintesc și azi cu mult drag de impresionantul Gregory. Celine Dion a mărturisit că dincolo de boala de care suferea, Gregory era un tânăr foarte energic, deosebit de afectuos și foarte talentat. Se bucura nespus de mult că l-a putut ajuta să își îndeplinească o parte din visul său, acela de a cânta împreună.
```

	Ecris l’histoire
Primul său single Ecris l’histoire a fost lansat pe 29 martie și s-a clasat direct pe locul 2 în clasamentele muzicale din Franța. Albumul Je deviens moi, apărut pe 18 aprilie 2006, a fost de asemenea direct numărul 1 în Franța în topul celor mai bune albume fiind ulterior premiat cu discul de platină iar succesul acestui produs i-a garantat acordarea faimosului premiu Revelația anului 2006, ceea ce pentru un artist debutant înseamnă nu numai o împlinire sufletească dar îl clasează printre cei mai buni artiști din istoria muzicii franceze din care vă amintesc că face parte și Lara Fabian.
Putem spune că tânărul Gregory a ajuns deja foarte departe . E cert că talentul nu poate fi inventat, el este un dar, unul din darurile pe care Gregory a demonstrat că le posedă. 
Următorul său succes va fi albumul L’Olympia, editat în format dvd și care actualmente reprezintă unul din punctele de referință nu numai în cariera tânărului artist dar și în muzică în general. Evoluția sa pe scena faimosului teatru din Paris avea să întărească încă o dată crezul lui Gregory și anume că orice s-ar întâmpla , Show must go on (Spectacolul trebuie să continue ). Odată cu albumul L’Olimpia avea să intre direct pe locul 2 în topul celor mai descărcate albume pe internet în Franța iar în topul celor mai bine vândute produse muzicale pe locul 8. Încă o dată, istoria îl încadrează pe Gregory Lemarchal în categoria artiștilor cu talent recunoscut . 
O nouă provocare pentru ,,le petite ange ‘’ va fi cu ceva timp înainte de lansarea albumului L’Olimpia. Talentat artista de origine anglofonă, Lucile Silvas avea să își promoveze piesa ,,What you are made of ‘’ în mai multe țări. Fiind piesa de duet, în cazul Franței Gregory Lemarchal va fi ,,alesul‘’. Rezultatul a fost ,,Meme si’’, un produs muzical inedit și foarte apreciat care avea să îl promoveze pe șarmantul artist ca și figură muzicală în țări că Anglia, Belgia, Spania și bineînțeles în Canada.
Je t’ecris que Cette vie est une cause perdu
Deși se afla deja pe culmile succesului, iar cariera internațională putea să fie conturată foarte ușor după faimosul duo, în viața tânărului Gregory aveau să intervină din nou problemele sale de sănătate. În urma ultimului control medical doctorii au constatat că starea sa de sănătate era incertă și i-au propus artistului un repaus de câteva luni pentru a se putea reface. În urma acestui fapt Gregory nu uită de admiratorii săi, de fapt de cei care l-au ajutat să ajungă până aici și le scrie o scrisoare impresionană pe care o redau în rândurile următoare >
« Dragi Gregorieni
Am avut mereu încredere în voi, dar cu durere încerc să vă scriu un mesaj vouă, celor care așteptați vești de la mine. În aceste momente, vă mărturisesc că bucuria cea mai mare pentru mine a anului 2007 a fost să vă regăsesc pe 16 iunie la Aix pentru o seară « între prieteni » pe care mi-am imaginat-o și am încercat să o realizez pentru voi, pentru a vă mulțumi pentru susținerea voastră și a vă răspunde cu bunătatea cu care m-ați înconjurat timp de 3 ani de zile. Din păcate, sănătatea mea în acest moment nu îmi permite să realizez acest proiect pe care mi l-am dorit foarte mult. Medicii m-au sfătuit și mi-au impus un repaus de cel puțin 3 luni de zile pentru a mă recupera. Deci, cu o profundă tristețe și cu inima sfâșiată , mă simt nevoit să țin cont de sfaturile medicilor,dar sunt de asemenea conștient că trebuie să reprogamez întâlnirea cu voi pe o dată pe care am să v-o comunic mai târziu. ... Desigur că voi continua să vă dau vești despre mine. Să fiți siguri că am rămas la fel de legat de susținerea și de dragostea voastră .
Vă iubesc »
Iata că destinul avea să fie nedrept cu acest tânăr deosebit. Agravarea bolii avea să îl împiedice să fie din nou în centrul atenției acolo, în luminile reflectoarelor, pe scena pe care o iubea atât de mult, însă promisiunile pe care le-a făcut unor artiști de valoare care au crezut în talentul lui și l-au sustinut cu mult drag trebuiau onorate. Greg va da încă o dată dovadă de curaj. Cu 3 saptămâni înainte de a pleca din această lume, va onora invitația artistei Helene Segara de a cânta împreună faimoasa piesă» Vivo per lei », în deschiderea turneului pe care îndrăgita cântăreață avea să îl demareze la începutul lunii martie. Înregistrarea piesei, pe lângă alte videoclipuri deosebit de cunoscute de către admiratori, ne prezintă un Gregory Lemarchal un pic obosit dar care parcă nu dorește să piardă nici de data aceasta pariul cu viața.
« Pour que plus jamais la mucoviscidose nous arrache à ceux qu'on aime »
Pe lângă succesul din muzica Gregory își găsise și liniștea sufletească într-o relație deosebită,specială, pe care a avut-o cu frumoasa prezentatoare de la M6, Karine Ferri. Povestea dintre cei doi este una desprinsă parcă din cărțile cu povești. În amintirea iubitei sale Gregory va reprezenta mereu omul care i-a marcat existența, a cărui dragoste o înconjura și azi și pe care îl va iubi etern.
Puținele declarații pe care Karine le-a dat după dispariția lui Gregory dovedesc că dragostea dintre cei doi nu s-a stins nici după moartea acestuia. Iată câteva gânduri ale frumoasei Karine:
,,Toată lumea are dreptate, e adevărat că tu ai fost un înger, îngerul meu...durerea pierderii tale e imensă și e prezentă și azi, dar știu că mă vezi de acolo de unde ești așa cum eu te văd în visele mele.‘’ Într-o altă declarație pentru editorialul Gala Karine afirma »Este foarte greu pentru mine să privesc peisajele fără Gregory ...nu mai au aceeași savoare. Golul e tot acolo în fiecare dimineață, trebuie însă să regăsesc puterea de a merge înainte. Greg a plecat iubindu-mă iar eu îl voi iubi toată viața mea. Va trăi veșnic în mine... Știu că nu mă va părăsi zi și noapte . »... »Când avem șansa de a găsi pe cineva potrivit durerea e imensă atunci când îl pierzi. Aveam iubire, aveam totul...Mă întreb, DE CE ?’’
Dincolo de suferința imensă pe care Karine a traversat-o decide, că lupta iubitului său împotriva bolii trebuie să continue. Împreună cu familia artistului în care, de altfel, Karine s-a integrat foarte bine, vor pune bazele Asociatiei Gregory Lemarchal care va avea ca misiune combaterea acestei boli care devine din ce în ce mai prezentă în Franța. În fiecare an se nasc aproape 200 de copii cu această boală, iar speranța de viață în prezent nu depășește 24 de ani. La costurile destul de ridicate ale tratamentelor care ameliorează durerile provocate de mucoviscidose se mai adaugă și un transplant care ar putea să salveze viața bolnavilor.
Nu putem trece cu vederea că Gregory Lemarchal a murit așteptând un transplant pulmonar. Motivația celor care l-au îndrăgit pentru a învinge această maladie , este deci, cu atât mai puternică acum, pentru a demara acest proiect îndrăzneț în care vor fi antrenate trusturi ca NRJ, TF1 și bineînțeles, M6.

La voix d’un ange
	Cu câteva luni înainte de decesul său neașteptat, Gregory Lemarchal a demarat un nou proiect muzical, ,, La voix d’un ange‘’, care trebuia să aibă în vara 2007 un turneu de promovare. Din păcate , albumul va apare postum pe 18 iunie 2007 și va face parte din planul de dezvoltare a asociației care îi poartă numele. Banii obținuți din comercializarea acestui produs muzical vor reprezenta o susținere financiară importantă pentru Asociatia Gregory Lemarchal. Odată cu apariția sa pe piața muzicală, produsul a fost vândut în 200.000 de exemplare în numai o săptămână fiind clasat pe locul 1 în topul celor mai bune vânzări în acest moment atât în Franța cât și în Belgia. Piesa de rezistență a acestui album este ,,De temps en temps‘’ (din timp în timp) și reprezintă ultimele speranțe de viață ale tânărului artist. În emisiunile care i-au fost dedicate și care au fost difuzate în preajma decesului său piesa,, De temps en temps‘’ a fost foarte difuzată nu numai ca produs muzical dar și ca acel simbol care îl mai leagă pe Gregory de admiratorii săi și respectiv de lumea aceasta :MUZICA.
,,La voix d’un anges‘’ este un produs muzical care certifică o valoare net superioară a personalității muzicale Gregoy Lemarchal și îl plasează pe artist în acea AXIS MUNDI care împarte lumea muzicală în două ere complet diferite înainte de Gregory Lemarchal și după Gregory Lemarchal.
Asociația Gregory Lemarchal a fost deschisă oficial la data de 7 iunie 2007. Site-ul asociației ne familiarizează cu toate acțiunile care se derulează sau se află în curs de derulare. În memoria artistului Gregory Lemarchal nu a rămas doar o umbră și se pare că nu poate fi dat uitării.
În luna august a anului 2007 piesa "Le lien"(legătura) va fi al doilea single de pe albumul postum care va face furori la posturile de radio. După acest succes postum imaginea lui Gregory va continua să fie prezentă în actiuni că "ENREGISTREMENT DE ATTENTION A LA MARCHE" demarată pe 28 august 2007 pentru strângerea de fonduri pentru copiii care trăiesc aceeași dramă, maraton în care vor fi prezenți cei mai buni prieteni ai lui Gregory, Alexia Laroche Joubert, Nicolas Charvillat, Hoda și Mathieu Johan. Acest eveniment urmează să fie difuzat pe 21 octombrie 2007 la orele 12.00 pe postul TF 1.
"NRJ VENTE AUX ENCHÈRES SUR E-BAY" va fi o nouă acțiune pentru Asociația Gregory Lemarchal, în care grupul NRJ care, de altfel, l-a și promovat pe Gregory în lumea muzicală va participa ca asociat pe data de 9 iulie 2007 la acest eveniment care va fi urmat de "NRJ MUSIC TOUR à MARSEILLE" unde acest trust va fi pionul principal în continuarea strângerii de donații pentru noua asociație. Societatea din Lyon Pulsion Production organizează primul eveniment sportiv "Course pour la vie ", pe 23 iunie 2007, începând cu orele 10. Pe 29 iunie ."Fète de la vie" va fi o splendidă acțiune a pădurarilor din Fête des Tuileries, dedicând o seară specială pentru strângerea de fonduri a Asociatiei Gregory Lemarchal începând cu orele 17. ,,Journée nationale du don d'organe" este cea mai recentă acțiune a grupului NRJ care a fost organizată pe 30 iunie 2007 pe Stade Vélodrome de Marseille ,unde artiști din noua generație a muzicii franceze cum ar fi Calogero, Christophe Willem, Shy'm, Diam's,Vitaa, David Guetta, s.a.m.d. vor contabiliza sms-urile admiratorilor regretatului artist prin care aceștia doresc să facă donații.
1. 1 2  Gregory Lemarchal, Find a Grave, accesat în 9 octombrie 2017
2. 1 2  Grégory Lemarchal, Roglo
3. 1 2  Autoritatea BnF, accesat în 10 octombrie 2015
4. 1 2  Grégory Lemarchal, GeneaStar